# Villa di Briano
Villa di Briano é uma comuna italiana da região da Campania, província de Caserta, com cerca de 5.664 habitantes. Estende-se por uma área de 8 km², tendo uma densidade populacional de 708 hab/km². Faz fronteira com Casal di Principe, Casapesenna, Frignano, San Cipriano d'Aversa, San Marcellino, San Tammaro.

## Demografia
| Variação demográfica do município entre 1861 e 2011                               |
|                                                                                   |
| Fonte: Istituto Nazionale di Statistica (ISTAT) - Elaboração gráfica da Wikipedia |